# Naujieji Elmininkai
Naujieji Elmininkai är en ort i Litauen. Den ligger i den centrala delen av landet, 100 km norr om huvudstaden Vilnius. Naujieji Elmininkai ligger 104 meter över havet och antalet invånare är 696.
Terrängen runt Naujieji Elmininkai är platt. Runt Naujieji Elmininkai är det glesbefolkat, med 20 invånare per kvadratkilometer. Närmaste större samhälle är Anyksciai, 4,0 km sydväst om Naujieji Elmininkai. Omgivningarna runt Naujieji Elmininkai är en mosaik av jordbruksmark och naturlig växtlighet.